# La Fissure du temps
Albums de Renaud Hantson
Opéra Rock
(2011) Tout recommencer
(2013)
La Fissure du temps est un double album de Renaud Hantson, sorti en 2012. Il est composé de la réédition des albums Renaud Hantson de 2002 et Je couche avec moi de 2008 avec 8 titres inédits composés par Philippe Cataldo, Francis Lalanne, Frantz Fagot et Didier Escudero.

## Titres de l'album
CD1 : 
1. Je perds le sud
2. Un plus un
3. Lise et Laure
4. Un monde à elle
5. Je t’aime ainsi
6. Comment faire
7. Ni vu ni connu
8. Aimer plus haut
9. J’attends
10. Si facile
11. Ne me demande pas
12. La pudeur (Maria)
13. SOS d’un terrien en détresse
14. Tellement de choses
15. J’aurai l’air de quoi
16. Rien qui dure toujours
17. Lucie

CD2 : 
1. Ecoute Le Silence
2. Un Monde Plus Haut (à Michel B.)
3. Tu Me Manques
4. Retrouve-Moi
5. Mathieu
6. Le Feu Aux Yeux
7. L’Animal En Toi
8. Ne Parle Pas (Duo avec Sandie Dante)
9. Comme On Naît
10. La Fissure du Temps
11. Monsieur Tout Le Monde
12. Je Couche Avec Moi
13. Harde(u)r
14. Ma Tristesse
15. Into The Groove
16. Entre Plaisir et Souffrance
17. Quand il pleut
18. Blues d’une nuit sans se voir
19. Série B